# Shangjiang (socken i Kina, Yunnan)
Shangjiang (kinesiska: 上江, 上江乡) är en socken i Kina. Den ligger i provinsen Yunnan, i den sydvästra delen av landet, omkring 400 kilometer nordväst om provinshuvudstaden Kunming.
Genomsnittlig årsnederbörd är 890 millimeter. Den regnigaste månaden är juli, med i genomsnitt 279 mm nederbörd, och den torraste är november, med 2 mm nederbörd.